# 沈啟
沈啟（1949年—），生於台灣嘉義市，曾任交通部民用航空局局長，飛航安全調查委員會主任委員。是民航局史上首任女性局長。

## 生平
台灣1967年大學聯考乙組榜首，後來從台大外文系轉森林系。高中時期曾獲得嘉義縣運會女子五項冠軍，考進台大後參加網球隊、田徑隊、排球和籃球隊。畢業於政大企管研究所。
曾任交通部民航局飛航管制員、中正國際航空站副主任、交通部民航局航管組組長、交通部民航局飛航服務總台總台長。2012年7月16日，出任交通部民航局局長，是交通部民用航空局成立65年來首位女性局長。2015年1月15日退休。退休後投入支持脊髓受傷者的公益事業。

## 家庭
前夫黃河明，曾任台灣惠普公司董事長。